# Mosquée de la Divinité
 (novembre 2022).
 (novembre 2022).
Si vous disposez d'ouvrages ou d'articles de référence ou si vous connaissez des sites web de qualité traitant du thème abordé ici, merci de compléter l'article en donnant les références utiles à sa vérifiabilité et en les liant à la section « Notes et références ».
La Mosquée de la Divinité est une mosquée sénégalaise située à Ouakam, l'une des communes d'arrondissement de Dakar, sur la Corniche-Ouest, en bordure de l'océan Atlantique. Elle a été construite entre 1992 et 1997, par Mouhamed Seyni Gueye et la communauté Naby-Allah.

## Historique
Révélation dans la nuit du 28 au 29 mars 1973
L’architecture de la Mosquée est unique, révélée en songe à Mohamed Gorgui Seyni Gueye dit Sangabi dans la nuit du jeudi 28 au Vendredi 29 Juin 1973 sous forme d’une maquette lumineuse parachutée du ciel.
Une voix lui intima l'ordre de la suivre pour voir où elle se poserait. Le Khalife suivit sa descente en courant les yeux rivés au ciel jusqu'à la baie de Ouakam où elle s’est posée avec la mention ALLAHOU AKBAR (Dieu est grand) écrite en lettres d’or sur la porte de droite.
Sangabi devait faire tout son possible pour donner vie à la Mosquée de son vivant et, s’il n’était plus là pour accomplir cette mission, les Naby Allah auraient pour mission de la construire.

## Qui est Mouhamed Gorgui Seyni Gueye: bâtisseur de la Mosquée de la Divinité?

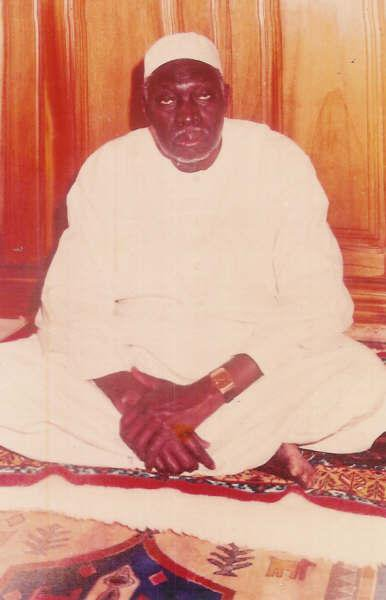

Mouhamed Séni Gueye, de son vrai nom Gorgui Séni Gueye (dit Sangabi), est né le 19 juillet 1926 à Dakar et nous a quitté le 12 mars 2007.
Fils de Daouda Gueye et de Aminata Diène, il a vécu, dès sa tendre enfance, dans une atmosphère de piété et d’ascèse.
Très tôt, il mémorise le Coran et présente des signes d’un enfant hors du commun. Il grandit sous l’ombre protectrice de son père (maître d'école coranique) qui lui inculqua les vertus de droiture, d'honnêteté et d’amour du travail. Elles compteront plus tard parmi les socles de sa mission.
Avant sa période de retraite spirituelle, il fut employé comme comptable dans la société BTP Augier et participa à ce titre à la construction du lycée Djignabo de Ziguinchor et de la Grande Mosquée de Touba.

## La Mosquée de la Divinité
[début des travaux : 20 Mai 1992 - Inauguration : 1er Octobre 1997]

### Début des travaux
Sa construction a duré cinq ans et cinq mois. Elle est l'œuvre de la foi ardente et du dévouement de ses fidèles compagnons investis corps et âmes à sa réalisation en réunissant leurs maigres moyens.
La Mosquée a été construite sans aucune subvention: ni de l’Etat, ni de fonds étrangers. Elle a été entièrement réalisée par la main de l’Homme sans machine pelleteuse, ni bétonnière, ni grue élévateur (le seul engin présent sur le site lors de la fondation de la Mosquée est tombé en panne après seulement une semaine de travaux).

### Gestion solidaire et participative

#### L’esprit de solidarité
Ce qui est essentiel à retenir est l’esprit d’équipe, la motivation de ses fidèles qui se sont donnés corps et âmes pour que cet édifice voit le jour : les membres du mouvement Nabi Allah, les habitants de Ouakam, Ngor, Yoff, Guédiawaye et toutes les bonnes volontés qui ont participé de manière spontanée à cette œuvre.

#### Ce fut 5 ans de travaux sans blessés graves ni accidents malgré les outils rudimentaires utilisés
Rares de nos jours sont les communautés qui peuvent revendiquer la réalisation d’un tel édifice par la seule force de ses fidèles et de leur solidarité.
Sangabi fut le 1er impliqué : omniprésent sur le chantier du début à la fin, il n’a ménagé aucun effort faisant de ce lieu son QG (quartier général). Tous les jours, il venait superviser la bonne marche des travaux et motivait tous les volontaires. Bon meneur d’homme et leader, il fut aussi un excellent gestionnaire des finances disponibles.

#### L’organisation
Femmes et hommes se sont donnés corps et âmes. Chaque personne, en fonction de ses moyens et de sa compétence, participait à la construction.
Les membres du mouvement Nabi allah du village de Ouakam organisés par quartier (Taglou, MBoul, Gouye Sor, Sinthia, Boulga, Cité Asecna, Touba Ouakam, Rippe, etc), de Guédiawaye et du village de Ngor réunissaient les cotisations dont une partie servait au financement de la Mosquée et l’autre partie à la restauration des fidèles présents sur le chantier. A tour de rôle, des femmes s’occupaient de la restauration des volontaires.

### Une oeuvre divine: une architecture unique au monde
Cette Mosquée est une œuvre de Dieu matérialisée par des hommes et des femmes.
Sangabi a matérialisé son songe grâce à son talent de dessinateur acquis à la suite de sa formation en dessin industriel au Lycée Maurice Delafosse. Il a dessiné la maquette dans un cahier gardé minutieusement depuis 1973 avec les plans de la Mosquée tel qui l’a vu et il a marqué tous les détails à la main : plans, façades, couleur, etc…

### La Mosquée de la Divinité
La Mosquée de la Divinité a été construite en respectant les plans architecturaux de l’œuvre révélés en songe.
La coupole suspendue en béton armé de plus de 80 tonnes, une prouesse architecturale et technique, est le seul élément ajouté à l'édifice tel qu’il avait été décrit par Sangabi. Dans la maquette initiale, il y avait juste les deux minarets et c’est l’architecte Cheikh Ngom qui a suggéré cet ajout pour protéger contre les intempéries et infiltrations cette ouverture.
Une fois l’ensemble de la maquette terminée, la Mosquée a été construite selon les normes techniques en vigueur (plans architecturaux, plan béton armé réalisé par un cabinet d’étude).
Lors de la construction, les volontaires les plus expérimentés encadraient les jeunes débutants pour le bon fonctionnement du chantier.

## Du songe à la réalité: un site austère et mystérieux, lieu de recueillement et de prières avant la construction de l'édifice

### Les 3 jours de prières à la Mosquée de la Divinité
Déjà, avant la construction de la Mosquée, la baie de Ouakam était un lieu de prières et de méditation spirituelle pour Sangabi et ses fidèles.
Sur les instructions et descriptions exactes de Sangabi, Seydi Babacar Seye et ses compagnons ont effectué sur place une mission de reconnaissance.
Le dimanche 12 avril 1979, le Khalif se rend à son tour sur les lieux en compagnie de fidèles. Il confirme l'exactitude du site selon les indications reçues du tout puissant.
La place fut aménagée le 16 avril 1979 pour servir de lieu de culte. La première manifestation eut lieu le 31 décembre 1979 sous une petite bâche avec quelques fidèles.
Depuis 1979, cette place accueille chaque année des séries de prières annuelles de recueillement de 3 jours durant le mois de décembre (depuis décembre 2018, les 3 jours sont passés à 2 jours).

### Une évolution fulgurante: d’un site austère et mystérieux lieu de prières à la magnifique Mosquée de la Divinité!
Sangabi disait que Dieu lui avait recommandé de construire au même emplacement une Mosquée. Il ne cessait de répéter que cette Mosquée est une recommandation de Dieu “un ordre divin”. Elle fait aujourd’hui partie des 5 mosquées au monde construites sur ordre de Dieu (la Mosquée de Touba, la Mecque, Al Aqsa à Jérusalem, la Mosquée du Prophète PSL à Médine)

## Construction

### Pose de la première pierre
La pose de la première pierre s'est déroulée le 29 janvier 1992 à la Mosquée de la Divinité au cours d’une cérémonie officielle ou des invités étaient conviés; parmi eux, on peut citer El hadji Bassirou Diagne, grand Serigne de Dakar, l'Imam de la Mosquée de Ouakam, El hadji Ibou Sakho, El Hadj Abdoulaye Diagne ainsi que d’autres personnalités politiques, coutumières et religieuses.
Il décida de commencer les travaux et, en bon guide, il demanda à tous les Naby allah de participer et de n’attendre sur personne pour commencer.

### Rôle déterminant de Sangabi
En bon guide, il montra l’exemple en sortant en premier sa cotisation et il a dit: “Dieu qui m'a demandé de construire nous donnera les moyens nécessaires pour réaliser cette Mosquée inchallah”.
Le mouvement Naby Allah, déjà organisé depuis 1978 en association avec des cellules dans les différents quartiers de Ouakam, Ngor et Guédiawaye, commença à solliciter des cotisations participatives par quartier et toute bonne volonté pour financer la construction de la Mosquée. Au moment des coulages de dalles des quêtes supplémentaires étaient menées dans le village par le GIE des femmes Naby Allah pour assurer le repas des nombreux bénévoles mobilisés.

#### Le rôle déterminant de Sangabi, Homme de Dieu, guide, maître d'ouvrage, bon gestionnaire et manager
Sangabi, omniprésent et très impliqué depuis le début pour la réalisation de cet édifice, n’a ménagé aucun effort. Il était tous les jours à la Mosquée pour superviser les travaux.
Pour montrer l'exemple, il a sorti sa cotisation de participation malgré ses maigres moyens et à exhorter les Naby Allah à faire de même.
Il était aidé par d’autres Naby allah mais était celui qui prenait la dernière décision. En bon maître d’ouvrage, il a veillé au bon déroulement du chantier depuis la pose de la première pierre en janvier 1992 jusqu'à la fin en octobre 1997.
Bon comptable et gestionnaire de par sa formation et ses différentes expériences professionnelles avant sa retraite spirituelle, il a voulu faire les choses en règle: il chercha toutes les autorisations nécessaires (papiers du site avec une affectation à l’association Naby Allah).
Une anecdote dit que l’Etat a envisagé de construire un hôtel haut gamme mais quand le président Diouf a vu la construction de la Mosquée, tout avait déjà été acté auprès des autorités.

### Autorisation de construireno0433de mars 1992 dont Mohamed est le maître d’ouvrage
Des démarches ont été entamées pour obtenir le terrain qui faisait partie du domaine national: par la grâce de Dieu, toutes les autorisations nécessaires ont été obtenues.
Ensuite, Sangabi a chargé Babacar Ndoye dit Mbaye Ndoye, son homme de confiance qui a été déterminant dans ce projet de trouver les meilleurs techniciens et professionnels en la matière.

### Cabinet d'architecture de Cheikh Ngom
Son choix s'est porté sur le cabinet de Cheikh Ngom (ingénieur des travaux publics et le premier architecte sénégalais) l’un des plus grands architecte sénégalais mais aussi d'Afrique qui compte parmi ses réalisations l’immeuble Fayçal de plus de 3 étages, le siège de la BCEAO, les deux amphithéâtres de la Faculté droit de l’université Cheikh Anta Diop et d’autres édifices religieux.
Il a accepté la mission de produire à l'identique le plan divin en suggérant d’y ajouter la coupole de devant (la petite) pour se protéger de la pluie cette ouverture est la voie directe vers le ciel.
Sangabi disait que toutes les prières passaient par cette voie et montaient directement au ciel.

### Cabinet d’étude E.TE.C.S
Le bureau d'études techniques et coordinations établi depuis 1979 au Sénégal dirigé par Lucien Santolini, ingénieur et conseil aux compétences incontestables a eu pour mission majeure de concevoir les plans béton armé conformément aux normes et règles en vigueur pour un tel édifice.
Parmi ses autres réalisations, on peut citer la Mosquée de Hassan 2 au Maroc, l'Hôtel Terroubi, l'échangeur de Patte d'oies, etc…

### Maître d’oeuvre: l'entrepreneur Mamadou Samb et Baye Doun Samb
Mamadou Samb, un Naby-Allah de Ngor fut l'entrepreneur choisi par Sangabi pour exécuter les travaux de gros œuvres, il était chargé de superviser le chantier et l’avait délégué à son jeune frère pour être sur place et mener à bien les travaux.
La main-d'œuvre fut assurée par les bénévoles et autres artisans et ouvriers de Ouakam, Ngor et Guédiawaye.

### Le plan architectural
Cette mosquée a été construite en respectant toutes les procédures et normes techniques et architecturales, en bon gestionnaire et maître d’ouvrage Sangabi a veillé au respect du plan architectural tel que vu en songe.
Seule la coupole suspendue de devant a été ajoutée grâce à la proposition de Cheikh Ngom mais elle a fait débat entre l’architecte Cheikh Ngom qui l’a proposé et le cabinet d'études et d’architectes n'étaient pas d'accord: Sangabi a tranché en faveur de la vision de l’architecte.
En effet, vu le poids de cette coupole et ses dimensions, le bureau d'étude était perplexe et avait proposé une coupole en verre mais Sangabi a opté pour la coupole suspendue en béton armé, une idée de génie complexe et technique.

### L'architecture et le gros oeuvre
Perché entre les falaises au bord de la mer, la Mosquée, de par son architecture divine et ses hauts minarets, a une forme esthétique longiligne.
Elle se trouve aussi dans un emplacement hors du commun ce qui la rend unique au monde. Dans ce site magnifique en bord de mer avec la brise, le sel, le vent, la position du site sont autant d’éléments qu'il fallait prendre en compte pour réussir ce projet ambitieux.

### Les complications majeures
- Les minarets et la coupole suspendus furent construits avec des moyens rudimentaires.

Perchés en hauteur et s'attachant parfois juste avec une corde, des jeunes courageux Nabi Allah ont accompli un exploit pour construire et décorer les deux haut minarets, un pont en étais de fer et du bois. Ils avaient nommé ce pont périlleux le pont Al Sirat (ils faisaient allusion à Sirat se trouvant au-dessus de l'enfer où les gens devront passer le jour de la résurrection, également appelé jour du jugement dernier pour accéder au paradis).
Des travaux périlleux et des risques énormes furent pris par les jeunes fidèles et heureusement aucun mort ni blessé grave ne fut à déplorer dans ce chantier: un vrai miracle vu les conditions rudimentaires.
- Le carrelage fut un grand budget et un défi financier.

Une société italienne avait proposé 20.000 FCFA le m2. Était espérée une exonération de la douane pour les édifices religieux qui finalement n'a pas été acceptée : à la suite de ce refus d'exonération, la société italienne a eu heureusement un geste commercial en acceptant 10.000 FCFA le m2.
Il faut noter que le chantier de la Mosquée de la Divinité a été commercialement rentable pour la société puisqu’elle a reçu beaucoup de commandes notamment d’autres d'édifice religieux au Sénégal. À l'époque, il n'était pas courant de voir du marbre posé dans des édifices religieux au Sénégal.
Le choix de la couleur fut aussi complexe. Au début, Sangabi voulait comme carreau le vert de l’Islam mais ce vert était introuvable. Mbaye Ndoye eut une idée révélée à l’intérieur de la Mosquée moment de la prière du crépuscule: proposer d’intervertir les surfaces avec les carreaux en blanc et les surfaces de peinture en vert en allant à l’usine de peinture de Dakar “Seigneurie”. Ils ont donc ensuite fait les mélanges nécessaires pour avoir la couleur verte voulue par Sangabi.
Le blanc, le vert de l’islam et le rouge ont été utilisés.

### Finition et Décoration
La peinture était également assurée par les fidèles, des peintres expérimentés comme Tidiane Gueye entre autres dirigeait un groupe de jeunes pour assurer la peinture de l'édifice. Là aussi les travaux étaient périlleux et non sans risque vu la hauteur du bâtiment.
La décoration à l'intérieur est simple et sobre; des personnes ressources ont offert des lustres et des tapis de prière en plus des cotisations.
Le minbar et la boisserie (fenêtres, portes) furent réalisés par des menuisiers  ébénistes du mouvement et des jeunes dont Diouf, menuisier à la Cité Asecna de Ouakam.

### Inauguration de la Mosquée de la Divinité
Le 1er octobre 1997 marque l’inauguration de la Mosquée de la Divinité.
Ce fut une période inoubliable: tous les Naby Allah étaient fiers d'accompagner leur guide dans ce projet monumental qui, au début, semblait irréalisable.
A force d'abnégation et de solidarité, Sangabi et ses fidèles ont mené à bien cette recommandation divine.
Ce jour, des invités illustres étaient conviés pour partager la solennité de l’évènement. L’invité d’honneur de la cérémonie était El hadji Abdou Aziz Sy, khalif général des Tidianes mais malheureusement il fut rappelé à Dieu le 14 septembre 1997.
Son fils Mame Alpha Sy honorera la cérémonie par sa présence lors de l’inauguration.
Débutée le 20 mai 1992, sa construction aura duré cinq ans et cinq mois. Elle est l’œuvre de la foi ardente et du dévouement de ses fidèles compagnons investis corps et âmes à sa réalisation en réunissant leurs maigres moyens.
Bénévoles, ils ont réalisé avec l’unique force de leurs mains, sous la direction de Sangabi, l’un des monuments les plus emblématiques de Dakar et du Sénégal. Elle a été  inaugurée le 1er octobre 1997.

## Conclusion
Du rêve à la Mosquée de la Divinité
Cette œuvre architecturale blottie dans le bassin de la baie de Ouakam sur les contreforts de la colline est l’une des œuvres cardinales de Mohamed Gorgui Seyni Gueye et de son passage sur terre. Dieu lui avait donné l'ordre de construire une mosquée depuis son songe de 1973, il fera tout son possible pour réaliser cette recommandation divine (il disait que, s’il n’était plus là pour accomplir cette mission, les Naby Allah étaient missionnés pour la construire)
Aujourd’hui, la Mosquée de la Divinité est devenue non seulement la vitrine du mouvement Naby Allah, de son guide Sangabi et par la force des choses l'un des monuments les plus emblématiques du Sénégal avec une architecture unique et magnifique.
Texte de la commission culturelle tiré de l'exposition de mars 2024 "La Mosquée de la Divinité, une œuvre architecturale!"